# 林加德 (加利福尼亞州)
林加德（英語：Lingard）是位於美國加利福尼亞州默塞德縣的一個非建制地區。該地的面積和人口皆未知。

## 地理
林加德的座標為37°14′25″N 120°23′51″W / 37.24028°N 120.39750°W，而該地的平均海拔高度為59米（即194英尺）。